# Ярунский кечуа
Ярунский кечуа (Yaru Quechua) — диалектный континуум кечуанских языков, диалекты которых распространены в провинции Паско и соседних областях на севере департаментов Лима и Хунин в Перу.

## Диалекты
- Амбо-паскский диалект (Ambo-Pasco Quechua, San Rafael-Huariaca Quechua) распространён в округах Викко, Нинакака, Пальянчакра, Сан-Франсиско-де-Асис-де-Ярусьякан, Симон-Боливар, Тиклакаян, Тиньяуарка, Уариака, Уачон, Чаупимарка, Янаканча провинции Паско региона Паско, а также в округах Сан-Рафаэль, Сан-Франсиско-де-Моска, Уакар провинции Амбо региона Уануко.
- Пакараосский диалект (Pacaraos Quechua) распространён в деревне Пакараос на востоке центрального региона Лима.
- Санта-ана-де-туси-паскский диалект (Santa Ana de Tusi Pasco Quechua) распространён в регионе Паско, юго-восточнее провинции Даниэль-Альсидес-Каррион.
- Северно-хунинский диалект (Junín Quechua, North Junín Quechua, Tarma-Junín Quechua) распространён в округах Кархуамайо, Ондорес, Сан-Педро-де-Кахас, Хунин на севере региона Хунин.
- Чаупиуаранганский диалект (Chaupihuaranga Quechua, Daniel Carrion, Yanahuanca Pasco Quechua) распространён в округах Вилькабамба, Гольярискиска, Паукао, Сан-Педро-де-Пильяо, Тапок, Чакаян, Чинче, Янауанка на западе региона Паско.

## Письменность
Алфавит амбо-паскского диалекта: A a, B b, C c, Ch ch, D d, E e, F f, I i, J j, K k, L l, Ll ll, M m, N n, Ñ ñ, O o, P p, Q q, R r, Rr rr, S s, T t, U u, Y y.
Алфавит северо-хунинского диалекта: A a, B b, C c, Ch ch, Chr chr, D d, E e, F f, G g, I i, J j, L l, Ll ll, M m, N n, Ñ ñ, O o, P p, Qu qu, R r, S s, Sh sh, T t, U u, W w, Y y.